# Trouble Maker (EP)
Trouble Maker (Hangul: 트러블메이커) là mini-album đầu tay của Trouble Maker, một nhóm nhạc gồm hai thành viên HyunA và Hyunseung (hay JS). Được phát hành vào ngày 1 tháng 12 năm 2011, album này đã đánh dấu lần đầu tiên trong lịch sử Kpop có sự hợp tác thành viên của 2 nhóm nhạc. Bài hát  "Trouble Maker" là bài hát chủ đề của EP.  Bài hát này cũng đã được trình diễn trên MAMA 2012 và chiến thắng giải Best Collaboration 14th Mnet Asian Music Awards.

## Bối cảnh
EP bao gồm 4 bài hát; bài hát chủ đề là "Trouble Maker", một bài ballad với tên gọi "The Words I Don't Want to Hear", một bài hát hợp tác giữa HyunA và Rado với tên gọi "Time", và một bài hát solo của Hyunseung với tên "Don't You Mind".
Trouble Maker đã thắng #1 trên  MNet M! Countdown với bài hát "Trouble Maker". Bài hát cũng đã thắng giải Mutizen Song trên Inkigayo vào ngày 8 tháng 1. Vào ngày 31 tháng 12 năm 2012, bài hát đã đạt được lượng tải nhạc trả phí 4.408.787 lần.

## Quảng bá và phát hành
Vào ngày 24 tháng 11, Cube Entertainment thông báo rằng HyunA và Hyunseung sẽ thành lập một nhóm nhỏ.
Ngày 25 tháng 11, nhóm bắt đầu công bố các hình ảnh về album cũng như phong cách mà họ theo đuổi. Họ cũng mang đến 2011 Mnet Asian Music Awards các hình ảnh về nhóm, cùng với một on-stage kiss. Album bào gồm "Trouble Maker" và một bài hát ballad "The Words I Don't Want to Hear". Video âm nhạc của "Trouble Maker" được phát hành ngày 1 tháng 12.
Vào ngày 6 tháng 12 năm 2011 HyunA và Hyunseung đã trình diễn Trouble Maker tại United Cube concert in London như là một phần của việc quảng bá cho tour lưu diễn này. Họ cũng đã trình diễn tại Brazil một tuần sau đó.
Sau khi chiến dịch quảng bá cho Trouble Maker được bắt đầu, nhóm đã phải thay đổi phần vũ đạo vì nó được xem rằng quá sexy để có thể được phát sóng trên kênh truyền hình quốc gia. Phần vũ đạo mới được trình diễn lần đầu tiên trên tập phát sóng vào ngày 9 tháng 12 của Music Bank.

## Video âm nhạc
Video âm nhạc được phát hành vào ngày 1 tháng 12 năm 2011. Vào phần cuối của video, HyunA đã đốt cháy căn phòng khánh sạn nơi cô bẫy Hyunseung. Hyunseung sau đó đã sử dụng khẩu súng đã giấu bắn vào HyunA trước khi cô rời đi.

## Track listing
| STT              | Nhan đề                                           | Phổ lời                            | Thời lượng |
| ---------------- | ------------------------------------------------- | ---------------------------------- | ---------- |
| 1.               | "Trouble Maker"                                   | Shinsadong Tiger, Rado & EXID's LE | 3:40       |
| 2.               | "The Words I Don't Want To Hear (듣기 싫은 말)"   | Rado                               | 3:26       |
| 3.               | "Time" (Hyuna featuring Rado)                     | Rado                               | 3:30       |
| 4.               | "Don't You Mind (아무렇지 않니)" (Hyunseung Solo) | Chun Goon                          | 2:59       |
| Tổng thời lượng: | Tổng thời lượng:                                  | Tổng thời lượng:                   | 13:25      |

## Bảng xếp hạng
| Bảng xếp hạng      | Vị trí cao nhất |
| ------------------ | --------------- |
| Gaon weekly chart  | 2               |
| Gaon monthly chart | 3               |

| Bảng xếp hạng       | Doanh số          |
| ------------------- | ----------------- |
| Gaon physical sales | 36.427 (Hàn Quốc) |

| "Trouble Maker"                  | 1   | 2  |
| "The Words I Don't Want to Hear" | 53  | 52 |
| "Time"                           | 99  | —  |
| "Don't You Mind"                 | 107 | —  |

BXH cuối năm
| Bảng xếp hạng (2011) | Ghi chú        |
| -------------------- | -------------- |
| Gaon Download chart  | 4.404.544 lượt |

## Bản quyền
- Hyuna - vocals, rap
- Hyunseung - vocals
- Shinsadong Tiger - sản xuất, viết lời, cải biên, âm nhạc
- Rado - sản xuất, viết lời, cải biên, âm nhạc